# 中尾康太郎
中尾 康太郎（なかお こうたろう、1992年5月28日 - ）は、ジャパンラグビーリーグワン九州電力キューデンヴォルテクスに所属するラグビー選手。

## プロフィール
- 福岡県出身[1]。
- ポジションはスクラムハーフ(SH)。
- 身長 177 cm、体重 82 kg
- ニックネームはちゅー、ちゅーたろう。
- U20日本代表に選ばれたことがある[2]。

## 略歴
2011年、福岡高校卒業後、早稲田大学に入る。なお福岡高校時代、高校日本代表候補に選ばれたことがある。
2015年、早稲田大学卒業後、九州電力キューデンヴォルテクスに加入。同年9月12日に行われたトップキュウシュウA第2節の新日鉄住金八幡戦に途中出場で公式戦初出場を果たした。